# Svedala försökstegelbruk
Svedala försökstegelbruk var ett tegelbruk som uppfördes i Svedala i Svedala kommun år 1904 och var verksamt till 1972.

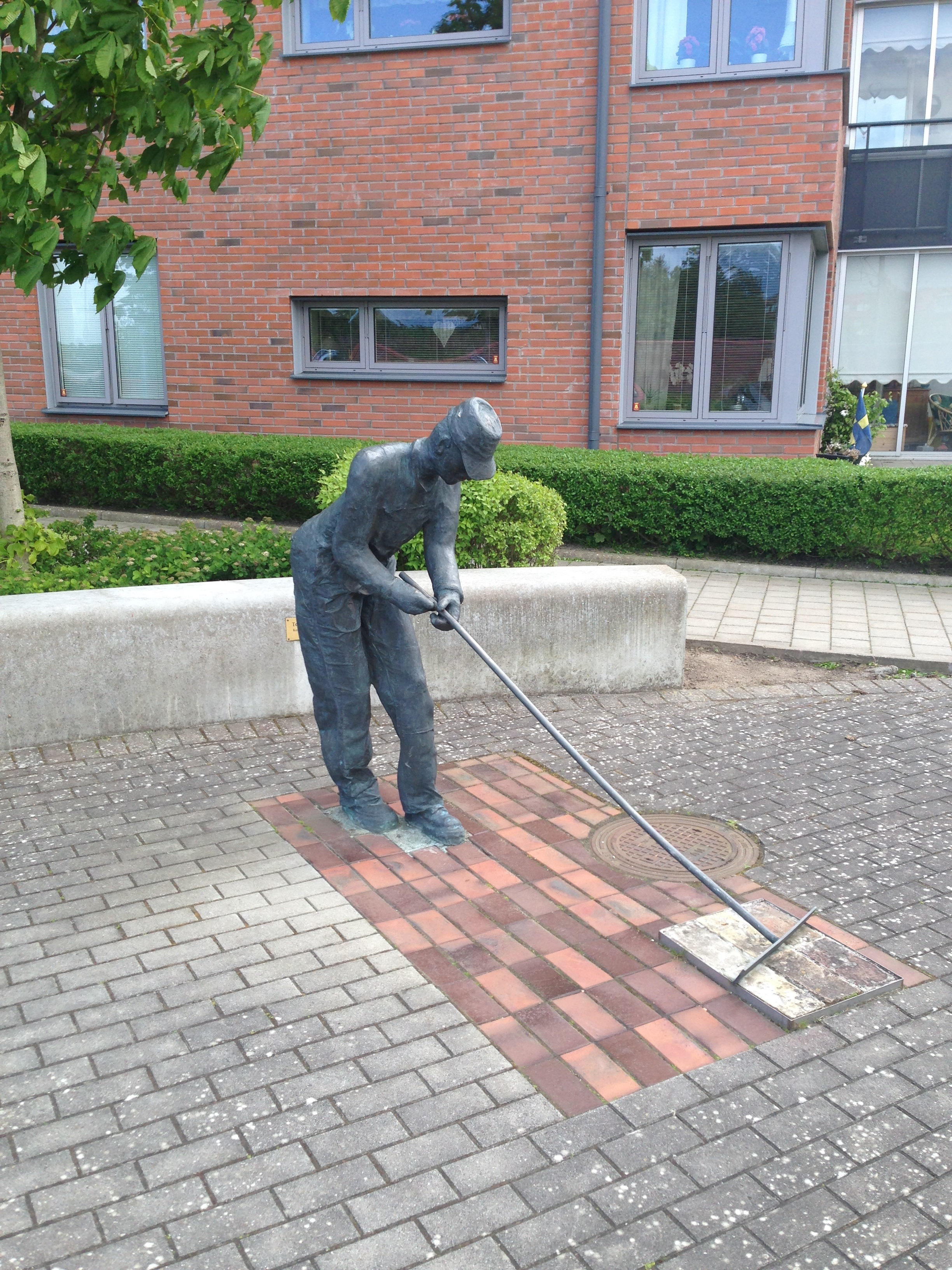
Konstverk från 2004 av Bie Norling. Placerat på den gamla platsen för Svedala försökstegelbruk i dagens bostadsområde på platsen

## Uppförandet av försökstegelbruket
Försökstegelbruket uppfördes på initiativ av Sveriges tegelmästarförenings skolkommitté för att kunna erbjuda elever på den planerade tegelmästarskolan i Svedala praktiska kunskaper.
En av ledamöterna i skolkommittén var ingenjören Nils Fredriksson från Svedala. Han föreslog att platsen för tegelbruket samt tegelmästarskolan skulle bli Svedala då staden kunde erbjuda en plats som uppfyllde kraven på att finnas nära väg och järnväg, samt att leran på platsen var lämplig för både gult och rött tegel.
Själva försökstegelbruket som var den kostsammaste delen av projektet behövde kapital för att kunna byggas. För att finansiera tegelbruket bjöd man in till teckning av aktier vilka köptes upp av ett åttiotal tegelbruksägare runt om i Sverige. Det sista kapitalet tillfördes av Åbjörn Andersons Mekaniska Verkstads AB i Svedala som dessutom lovat att stå för alla kostnader för maskiner ifall tegelbruket byggdes på orten.

## Försökstegelbrukets utveckling och nedgång
Maskinutrustningen i det nyligen uppförda tegelbruket bestod av matarsump, stenavskiljande dubbelt valsverk, press, avskärningsbord, automatisk elevator och gaffelvagnar. Tegelbruket använde sig av en metod som kallades “Svedalasystemet” för att torka teglet genom att hissa upp teglet i överbyggnader ovanför ugnen och utnyttja spillvärmen och på så sätt kunde man torka teglet vintertid. Eftersom teglet även kunde torka på vintern hade försökstegelbruket 13 anställda vintertid till skillnad från de 28 som var anställda sommartid. Försökstegelbruket var ursprungligen konstruerat för att producera högst en miljon tegelvaror per år men byggdes ut åren 1918–1919 för att möta den ökande efterfrågan på tegel. Tillbyggnaden bestod av en taktegelavdelning och en ny typ av ugn för taktegelbränning, en så kallad periodisk kammarugn. År 1938 tillverkades 2,88 miljoner tegel. År 1939 tillverkades 45 000 enkupiga strängtaktegel, 500 000 tvåkupiga strängtaktegel, 135 000 falstaktegel, 570 000 tegelrör, 0,25 miljoner lättmurtegel och 1,3 miljoner vanligt murtegel.
1954 genomgick tegelbruket återigen en större utbyggnad då produktionen var uppe i cirka 3 miljoner tegelvaror per år.
Den 24 maj 1965 brann försökstegelbruket ned efter att en slang till oljebrännarna spruckit. På grund av den goda råvarutillgången och skicklig arbetskraft plus att man hade ett jämnt flöde på order blev tegelbruket återuppbyggt. Återuppbyggnaden gick väldigt snabbt. Sex veckor efter branden kom alla anställda tillbaka från sin semester. Därmed återupptogs produktionen av tegel i full skala, delvis under bar himmel. Efter det var tegelbruket aktivt fram till dess nedläggning 1972. Lokalerna kom att användas som lagringsplats för maskiner fram till rivningen av byggnaden 2003 för att lämna plats åt fler bostäder i det blivande tegelbruksområdet.
Tegelmästare
Fram till år 1929 hade 194 personer genomgått utbildningen.